# Jacques Marin
Jacques Marin (París, 5 de septiembre de 1919 - Cannes, 10 de enero de 2001) fue actor teatral, cinematográfico y televisivo de nacionalidad francesa. 

## Biografía
Exalumno del Conservatorio de París, su carrera cinematográfica comenzó realmente en 1951 gracias a su papel en Juegos prohibidos.
Filmó nada menos que 18 películas con su amigo Jean Gabin.
Físicamente cercano al estereotipo francés, con su redondez refunfuñona y su bigote en cepillo, jugó en muchas producciones estadounidenses. Domina perfectamente el inglés, gracias a su esposa Patricia Hutchinson.
Esto le permitiría acercarse a muchas estrellas como Marlon Brando, Audrey Hepburn, Cary Grant, Errol Flynn, Orson Welles, Burt Lancaster, Julie Andrews, Dustin Hoffman, Michael Caine, Anthony Quinn ... Hizo también doblajes de numerosas películas estadounidenses en francés, incluidos los dibujos animados de Walt Disney.
En 1963 interpretó el papel del padre en la primera realización de Claude Berri, el pollo, que sería premiado con una distinción en el Festival Internacional de Cine de Venecia y el Oscar en Hollywood.
También ha aparecido en numerosas obras de teatro, televisadas en Au théâtre ce soir, y en series de televisión como Les Cinq Dernier Minutes.
Él ha hecho muchos doblajes, especialmente caricaturas.
Los amantes del cine lo reconocerán como el colaborador de ultramarinos en Dónde está la séptima compañía.
Fue uno de los fundadores de Adami, una asociación que defiende los derechos de los artistas.
Vivió mucho tiempo en Meudon, en Hauts-de-Seine, antes de ir a la Côte d'Azur en Mouans-Sartoux.
En 1994, el cineasta Gerard Courant lo filmó para su serie cinematográfica Cinématon. Es el número 1650 de la colección. Esta es su última aparición en el cine.
Murió a la edad de 81 años, el 10 de enero de 2001, en una clínica en Cannes después de un edema pulmonar.
Está enterrado en el cementerio de Grand Jas en Cannes.

## Filmografía

### Cine

#### Años 1940-1950
- 1946 : Le Beau voyage de Louis Cuny - Un mauvais garçon
- 1948 : L'assassin est à l'écoute de Raoul André - le barman
- 1950 : Dieu a besoin des hommes de Jean Delannoy
- 1950 : Le Mystérieux colonel Barclay, cortometraje de Jacques Vilfrid
- 1951 : Seul dans Paris : de Hervé Bromberger un homme du village
- 1952 : Juegos prohibidos de René Clément - Georges Dollé
- 1952 : Nous sommes tous des assassins de André Cayatte
- 1953 : Quitte ou double de Robert Vernay - Lucien
- 1953 : Un jour comme les autres, cortometraje de Georges Rouquier - Pierrot
- 1954 : Faites-moi confiance de Gilles Grangier - Bob
- 1954 : Avant le déluge de André Cayatte - L'ouvrier à bicyclette
- 1954 : J'y suis... j'y reste de Maurice Labro
- 1954 : Papa, maman, la bonne et moi de Jean-Paul Le Chanois - Le voisin
- 1955 : Si Paris nous était conté de Sacha Guitry -  Un gardien de prison
- 1955 : Papa, maman, ma femme et moi de Jean-Paul Le Chanois - Le garagiste
- 1955 : Ça va barder de John Berry
- 1955 : Sur le banc de Robert Vernay - Le policier qui court après La Hurlette et Carmen
- 1955 : Le Dossier noir de André Cayatte - Un policier
- 1955 : Les Évadés de Jean-Paul Le Chanois - Un prisonnier
- 1955 : French Cancan de Jean Renoir - Un homme dans la file d'attente
- 1955 : La Rue des bouches peintes de Robert Vernay - Le commissaire
- 1955 : Les Hommes en blanc de Ralph Habib
- 1955 : Gas-oil de Gilles Grangier - Le gendarme
- 1955 : L'Amant de lady Chatterley de Marc Allégret - Un homme du pub
- 1956 : Des gens sans importance de Henri Verneuil - Le routier qui fesse Clotilde
- 1956 : Marie-Antoinette de Jean Delannoy - Un crieur de journaux
- 1956 : Mon curé chez les pauvres d’Henri Diamant-Berger
- 1956 : Ces sacrées vacances de Robert Vernay - L'automobiliste
- 1956 : Le Sang à la tête de Gilles Grangier - L'agent de police
- 1956 : Paris, Palace Hôtel de Henri Verneuil - Le livreur de fleurs
- 1956 : La Traversée de Paris de Claude Autant-Lara Le patron du restaurant
- 1956 : Cette sacrée gamine de Michel Boisrond - Un gendarme
- 1956 : Reproduction interdite de Gilles Grangier
- 1957 : Le rouge est mis de Gilles Grangier - Un flic de garde
- 1957 : A Paris tous les deux - (Paris holiday) de Gerd Oswald
- 1957 : Les femmes sont marrantes de André Hunebelle - Le taxi
- 1957 : Les Vendanges (The Vintage) de Jeffrey Hayden
- 1957 : Le Coin tranquille de Robert Vernay
- 1957 : Porte des Lilas de René Clair - L'inspecteur qui enquête sur le vol chez l'épicier
- 1957 : Une Parisienne de Michel Boisrond - Le motard
- 1957 : Montparnasse 19 de Jacques Becker - Le patron du café
- 1958 : Les Misérables de Jean-Paul Le Chanois : Le messager (dans la première époque)
- 1958 : La Tour, prends garde ! de Georges Lampin
- 1958 : Le Désordre et la Nuit de Gilles Grangier - Le garçon de café bavard
- 1958 : En cas de malheur de Claude Autant-Lara - Le réceptionniste du Trianon-Hôtel
- 1958 : Les Racines du ciel (Roots of Heaven) de John Huston - Cerisot
- 1958 : Le Miroir à deux faces de André Cayatte - Un professeur
- 1958 : Le Temps des œufs durs de Norbert Carbonnaux - Le pêcheur
- 1958 : Trois jours à vivre de Gilles Grangier : le gendarme
- 1958 : Les Tricheurs de Marcel Carné - Monsieur Félix
- 1958 : Madame et son auto de Robert Vernay - Monsieur Rouille
- 1958 : Le Joueur de Claude Autant-Lara
- 1959 : Archimède le clochard de Gilles Grangier - Mimile, un habitué du café
- 1959 : Rue des prairies de Denys de La Patellière - Monsieur Mauduis
- 1959 : Maigret et l'affaire Saint-Fiacre de Jean Delannoy - Albert, le chauffeur de la comtesse
- 1959 : Guinguette de Jean Delannoy - Albert
- 1959 : Drôles de phénomènes de Robert Vernay - L'inspecteur
- 1959 : Croquemitoufle ou Les Femmes des autres de Claude Barma - Le contrôleur
- 1959 : La Bête à l'affût de Pierre Chenal - Le contrôleur routier
- 1959 : Match contre la mort de Claude Bernard-Aubert

#### Años1960
- 1960 : Les Vieux de la vieille de Gilles Grangier - Le brigadier de gendarmerie dont la chaîne de vélo a sauté
- 1960 : La Française et l'Amour, sketch Le Mariage de René Clair - Le contrôleur
- 1960 : Drame dans un miroir (Crack in the Mirror) de Richard Fleischer - Le gardien
- 1960 : Pantalaska de Paul Paviot - Monsieur Tropman
- 1960 : Monsieur Suzuki de Robert Vernay
- 1960 : Vers l'extase de René Wheeler - Le boucher
- 1960 : Au cœur de la ville de Pierre Gautherin
- 1961 : Le Président de Henri Verneuil - Gaston, le chauffeur de car
- 1961 : Le cave se rebiffe de Gilles Grangier - L'inspecteur Larpin, de la police mondaine
- 1961 : Le Général ennemi (The Ennemy General) de George Sherman - Marceau
- 1961 : Le Grand Risque (The Big Gamble) de Richard Fleischer - L'employé de l'hôtel
- 1961 : Arrêtez les tambours de Georges Lautner - L'épicier
- 1961 : Le Monocle noir de Georges Lautner - Trochu
- 1961 : La Pendule à Salomon de Vicky Ivernel
- 1962 : Le Gentleman d'Epsom de Gilles Grangier - Raoul, le boucher turfiste
- 1962 : Gigot, le clochard de Belleville (Gigot) de Gene Kelly - Jean
- 1962 : Le Couteau dans la plaie de Anatole Litvak - Le commissaire
- 1962 : La Belle des îles (Tiara Tahiti) de Ted Kotcheff - Desmoulins
- 1962 : Portrait-robot de Paul Paviot
- 1963 : Charade de Stanley Donen - L'inspecteur Édouard Grandpierre
- 1963 : Le Glaive et la Balance de André Cayatte - Un gendarme
- 1963 : Méfiez-vous, mesdames de André Hunebelle
- 1963 : Le Poulet, cortometraje de Claude Berri
- 1964 : Le Train de John Frankenheimer y Bernard Farrel - Jacques, le chef de gare de Rive-Reine
- 1964 : La Vie conjugale (version Françoise) d’André Cayatte
- 1964 : Vacances pour Yvette (Vacaciones para Yvette) de José-Maria Forque
- 1965 : Fantômas se déchaîne de André Hunebelle - L'agent de police ferroviaire
- 1965 : Humour noir, sketch La Bestiole de Claude Autant-Lara
- 1965 : Les Bons Vivants, sketch La Fermeture de Gilles Grangier - L'acquéreur du mobilier de la maison close
- 1966 : Comment voler un million de dollars (How to steal a million) de William Wyler - Le gardien-chef du musée
- 1966 : Paris au mois d'août de Pierre Granier-Deferre - Bouvreuil
- 1966 : Les Centurions (Lost Command) de Mark Robson - Le maire coléreux à qui on prend son hélicoptère
- 1966 : Le Plus Vieux Métier du monde, sketch Aujourd'hui de Claude Autant-Lara - L'agent de police
- 1966 : La Vingt-cinquième Heure de Henri Verneuil - Le soldat chez Dubrosco
- 1968 : La Motocyclette (The Girl on a Motorcycle) de Jack Cardiff - Le pompiste
- 1968 : L'Homme à la Buick de Gilles Grangier - Un déménageur
- 1969 : La Nuit du lendemain (The Night of the Following Day) de Hubert Cornfield y Richard Boone - Le patron du café
- 1969 : La Fiancée du pirate de Nelly Kaplan - Félix Lechat
- 1969 : La Folle de Chaillot (The Mad-woman of Chaillot) de Bryan Forbes - Scène coupée au montage
- 1969 : Trois hommes sur un cheval de Marcel Moussy - Fernand

#### Años1970
- 1970 : Hello, Goodbye (Hello Goodbye) de Jean Negulesco
- 1970 : Darling Lili (Darling Lili) de Blake Edwards - Le major Duval
- 1971 : Mourir d'aimer de André Cayatte - Le correspondant
- 1971 : Le drapeau noir flotte sur la marmite de Michel Audiard - Antoine Simonet, chef de train S.N.C.F
- 1971 : Jo de Jean Girault - Andrieux, un policier chercheur
- 1971 : Le Cinéma de papa de Claude Berri - L'acteur jouant le chef de gare
- 1971 : Le Petit Matin de Jean-Gabriel Albicocco - La Bouhère
- 1973 : Shaft contre les trafiquants d'hommes (Shaft in Africa) de John Guillermin - L'inspecteur Cusset
- 1973 : Mais où est donc passée la septième compagnie ? de Robert Lamoureux - L'épicier français collaborateur
- 1974 : L'Île sur le toit du monde (Island at the Top of the World) de Robert Stevenson - Le capitaine Brieux
- 1974 : Les murs ont des oreilles de Jean Girault - Lucas
- 1974 : Vos gueules, les mouettes ! de Robert Dhéry - Le porte-bannière
- 1974 : Les "S" pions (S.P.Y.S) d’Irvin Kershner - Lafayette
- 1974 : Impossible... pas français de Robert Lamoureux - Dussautoy
- 1975 : Bons baisers de Hong Kong d’Yvan Chiffre - Le gradé de la police
- 1975 : Opération Lady Marlène de Robert Lamoureux - Le bistrot
- 1975 : Flic Story de Jacques Deray - Le patron de l'auberge de Saint-Rémy
- 1975 : Catherine et compagnie de Michel Boisrond - Le patron de l'agence de location de voitures
- 1976 : Marathon Man (Marathon Man) de John Schlesinger - Leclerc
- 1976 : L'Année sainte de Jean Girault - Moreau, le gardien de prison
- 1976 : Le Jour de gloire de Jacques Besnard - Le patron du bistrot
- 1977 : Le mille-pattes fait des claquettes de Jean Girault - L'inspecteur de police
- 1977 : La Coccinelle à Monte-Carlo (Herbie Goes to Monte-Carlo) de Vincent McEveety - L'inspecteur Bouchet
- 1978 : L'Horoscope de Jean Girault - J.L. Beauché
- 1978 : La Grande cuisine (Who Is Killing the Great Chefs of Europe?) de Ted Kotcheff - Masseret
- 1978 : Général... nous voilà ! de Jacques Besnard - Mac Goland
- 1979 : Grandison d’Achim Kurz

#### Años1980-90
- 1981 : Ach du lieber Harry de Jean Girault - Un haut dignitaire
- 1982 : Te marre pas ... c'est pour rire ! de Jacques Besnard - Albert, le chauffeur
- 1991 : Une étoile pour deux (A Star for Two) de Jim Kaufman
- 1994 : Cinématon 1650 de Gérard Courant - Lui-même